# Таванда Чірева
Тава́нда Бле́ссінг Чіре́ва (англ. Tawanda Blessing Chirewa; нар. 11 жовтня 2003, Челмсфорд) — зімбабвійський футболіст, вінгер англійського клубу «Вулвергемптон Вондерерз» і збірної Зімбабве. На правах оренди виступає за «Гаддерсфілд Таун».

## Клубна кар'єра

### «Іпсвіч Таун»
Вихованець академії клубу «Іпсвіч Таун». У листопаді 2019 року дебютував у професіональному футболі в матчі Трофею Футбольної ліги проти «Колчестер Юнайтед». Таким чином у віці 16 років 31 день став другим наймолодшим гравцем в історії «Іпсвіч Тауна» після Коннора Вікема. 2 листопада 2020 року підписав з клубом свій перший професіональний контракт, що розрахований до 2022 року.

### «Вулвергемптон Вондерерз»
18 вересня 2023 року перейшов у клуб англійської Прем'єр-ліги «Вулвергемптон Вондерерз», приєднавшись до молодіжної команди. 5 січня 2024 року дебютував в основному складі «Вулвергемптон Вондерерз» у матчі Кубка Англії проти «Брентфорда», замінивши Жан-Рікнера Белльгарда. 22 січня в поєдинку проти клубу «Брайтон енд Гоув Альбіон» дебютував у Прем'єр-лізі, вийшовши на заміну Педру Нету. 28 січня в зустрічі Кубка Англії проти клубу «Вест-Бромвіч Альбіон» дебютував у Блек-Кантрі дербі. У своєму дебютному сезоні провів 10 матчів за «Вулвергемптон».

#### Оренда в «Дербі Каунті»
26 серпня 2024 року підписав новий контракт з «Вулвергемптоном» і одразу відправився в оренду в клуб Чемпіоншипу «Дербі Каунті» до кінця сезону. 27 серпня дебютував за «Дербі Каунті» в матчі Кубка ліги проти «Барроу», вийшовши в стартовому складі. 28 вересня в поєдинку проти «Норвіч Сіті» дебютував у Чемпіоншипі, замінивши Бена Осборна. 13 січня 2025 року достроково повернувся з оренди до «Вулвергемптона».

#### Оренда в «Гаддерсфілд Таун»
3 лютого 2025 року на правах оренди перейшов в клуб Першої ліги «Гаддерсфілд Таун» до кінця сезону. 8 лютого дебютував за нову команду в матчі Першої ліги проти «Редінга», вийшовши в стартовому складі.

## Кар'єра в збірній
16 березня 2024 року вперше викликаний до збірної Зімбабве виконувачем обов'язків головного тренера Норманом Мапезою для участі в товариських матчах проти збірних Замбії та Кенії. 7 червня 2024 року дебютував за збірну Зімбабве в матчі відбіркового турніру до чемпіонату світу 2026 проти збірної Лесото, вийшовши в стартовому складі. 11 червня в поєдинку проти збірної ПАР забив свій перший гол за збірну Зімбабве.

## Особисте життя
Народився в Англії в родині зімбабвійців.

## Статистика виступів

### Клубна статистика
Станом на 8 квітня 2025
| Клуб                    | Сезон             | Дивізіон          | Чемпіонат | Чемпіонат | Кубок | Кубок | Кубок ліги | Кубок ліги | Інші  | Інші | Всього | Всього |
| Клуб                    | Сезон             | Дивізіон          | Матчі     | Голи      | Матчі | Голи  | Матчі      | Голи       | Матчі | Голи | Матчі  | Голи   |
| ----------------------- | ----------------- | ----------------- | --------- | --------- | ----- | ----- | ---------- | ---------- | ----- | ---- | ------ | ------ |
| Іпсвіч Таун             | 2019–20           | Перша ліга        | 0         | 0         | 0     | 0     | 0          | 0          | 1     | 0    | 1      | 0      |
| Іпсвіч Таун             | 2020–21           | Перша ліга        | 0         | 0         | 0     | 0     | 0          | 0          | 0     | 0    | 0      | 0      |
| Іпсвіч Таун             | 2021–22           | Перша ліга        | 0         | 0         | 0     | 0     | 0          | 0          | 0     | 0    | 0      | 0      |
| Іпсвіч Таун             | 2022–23           | Перша ліга        | 0         | 0         | 1     | 0     | 0          | 0          | 1     | 0    | 2      | 0      |
| Іпсвіч Таун             | Всього            | Всього            | 0         | 0         | 1     | 0     | 0          | 0          | 2     | 0    | 3      | 0      |
| Вулвергемптон Вондерерз | 2023–24           | Прем'єр-ліга      | 8         | 0         | 2     | 0     | 0          | 0          | —     | —    | 10     | 0      |
| Вулвергемптон Вондерерз | 2024–25           | Прем'єр-ліга      | 0         | 0         | 0     | 0     | 0          | 0          | —     | —    | 0      | 0      |
| Вулвергемптон Вондерерз | Всього            | Всього            | 8         | 0         | 2     | 0     | 0          | 0          | 0     | 0    | 10     | 0      |
| → Дербі Каунті          | 2024–25           | Чемпіоншип        | 5         | 0         | 0     | 0     | 1          | 0          | —     | —    | 6      | 0      |
| → Гаддерсфілд Таун      | 2024–25           | Перша ліга        | 13        | 0         | 0     | 0     | 1          | 0          | —     | —    | 13     | 0      |
| Всього за кар'єру       | Всього за кар'єру | Всього за кар'єру | 27        | 0         | 3     | 0     | н1         | 0          | 2     | 0    | 32     | 0      |

1. 1 2  Матчі в Трофеї Футбольної ліги

### Міжнародна статистика
Станом на 25 березня 2025 
| Збірна            | Сезон             | Товариські | Товариські | Офіційні | Офіційні | Всього | Всього |
| Збірна            | Сезон             | Матчі      | Голи       | Матчі    | Голи     | Матчі  | Голи   |
| ----------------- | ----------------- | ---------- | ---------- | -------- | -------- | ------ | ------ |
| Зімбабве          |                   |            |            |          |          |        |        |
| 2024              | 0                 | 0          | 4          | 1        | 4        | 1      |        |
| 2025              | 0                 | 0          | 2          | 1        | 2        | 1      |        |
| Всього за кар'єру | Всього за кар'єру | 0          | 0          | 6        | 2        | 6      | 2      |

### Матчі за збірну
Станом на 25 березня 2025 
| Матчі Таванди Чіреви за збірну Зімбабве | Матчі Таванди Чіреви за збірну Зімбабве | Матчі Таванди Чіреви за збірну Зімбабве | Матчі Таванди Чіреви за збірну Зімбабве | Матчі Таванди Чіреви за збірну Зімбабве | Матчі Таванди Чіреви за збірну Зімбабве | Матчі Таванди Чіреви за збірну Зімбабве | Матчі Таванди Чіреви за збірну Зімбабве |
| №                                       | Дата                                    | Суперник                                | Рахунок                                 | Голи                                    | Картки                                  | Хвилини                                 | Змагання                                |
| --------------------------------------- | --------------------------------------- | --------------------------------------- | --------------------------------------- | --------------------------------------- | --------------------------------------- | --------------------------------------- | --------------------------------------- |
| 1                                       | 7 червня 2024                           | Лесото                                  | 0–2                                     |                                         |                                         | 68'                                     | Відбіркові матчі ЧС-2026                |
| 2                                       | 11 червня 2024                          | ПАР                                     | 1–3                                     | 1                                       |                                         | 90'                                     | Відбіркові матчі ЧС-2026                |
| 3                                       | 6 вересня 2024                          | Кенія                                   | 0–0                                     |                                         |                                         | 58'                                     | Відбіркові матчі КАН-2025               |
| 4                                       | 10 вересня 2024                         | Камерун                                 | 0–0                                     |                                         |                                         | 4'                                      | Відбіркові матчі КАН-2025               |
| 5                                       | 20 березня 2025                         | Бенін                                   | 2–2                                     |                                         |                                         | 45'                                     | Відбіркові матчі ЧС-2026                |
| 6                                       | 25 березня 2025                         | Нігерія                                 | 1–1                                     | 1                                       |                                         | 10'                                     | Відбіркові матчі ЧС-2026                |

Всього: 6 матчів / 2 голи; 0 перемог, 4 нічиї, 2 поразки.